# The Amityville Murders
Pour plus de détails, voir Fiche technique et Distribution.
The Amityville Murders est un film américain réalisé par Daniel Farrands, sorti en 2018.

## Synopsis
Ronald DeFeo, Jr. a assassiné toute sa famille pendant leur sommeil à l'aide d'un fusil. Lors de son procès, il indiqua que des "voix" provenant de la maison lui ordonna de tuer.

## Fiche technique
- Titre original : The Amityville Murders
- Titre français et québécois : The Amityville Murders
- Réalisation : Daniel Farrands
- Scénario : Daniel Farrands
- Musique : Dana Kaproff
- Direction artistique : Nathan de Lorimier
- Décors : Billy Jett et Sandra Monty
- Costumes : Susan Doepner-Senac
- Photographie : Carlo Rinaldi
- Son : Ari Guerra, Daniel Guerra
- Montage : Dan Riddle
- Production : Daniel Farrands, Eric Brenner et Lucas Jarach

Producteur exécutif : Charles Arthur Berg
Producteur délégué : Jim Jacobsen
- Sociétés de production[1] : Skyline Entertainment, Cinetel Films, ETA Films et Green Light Pictures
- Sociétés de distribution[1] : Skyline Entertainment (Tous médias), Uncork'd Entertainment (DVD)
- Pays d'origine :  États-Unis
- Langue originale : anglais
- Format : couleur
- Genre : horreur
- Durée : 97 minutes
- Dates de sortie[2] :
  - États-Unis : 9 octobre 2018 (Screamfest Film Festival) ; 8 février 2019 (sortie nationale)

## Distribution
- John Robinson : Butch DeFeo
- Chelsea Ricketts : Dawn DeFeo
- Paul Ben-Victor : Ronnie DeFeo
- Diane Franklin : Louise DeFeo
- Noa Brenner : Allison DeFeo
- Zane Austin : Marc DeFeo
- Kue Lawrence : Jody DeFeo
- Rebekah Graf : Donna Benedettio
- Lainie Kazan : Nona
- Burt Young : Brigante
- Sky Liam Patterson : Steve Pelskie
- Steve Trzaska : Randy Buechler

## Distinctions

### Nominations
- Screamfest Horror Film Festival 2018 : nomination au Festival Trophy de la meilleure photographie pour Carlo Rinaldi